# Шименеєво
Шимене́єво (рос. Шименеево, чув. Хурамал) — присілок у складі Козловського району Чувашії, Росія. Входить до складу Карамишевське сільського поселення.
Населення — 216 осіб (2010; 257 у 2002).
Національний склад:
- чуваші — 99 %